# Galina Koerdova
Galina Koerdova (Bulgaars: Галина Курдова; Soergoet, 17 augustus 1978) is een Bulgaars-Russisch zangeres. Ze werd bekend als lid van het duo KariZma, samen met Miroslav Kostadinov. In 2007 begon ze een solocarrière.

## Discografie

### Albums
| Release | Album                                                                          |
| ------- | ------------------------------------------------------------------------------ |
| 2009    | 3 минути до шоу (3 minoeti do sjo-oe) (Nederlands: 3 minuten om te laten zien) |
| 2010    | Другата част (Droegata tsjast) (Nederlands: Het andere deel)                   |
| 2011    | The Race (ft. Krito)                                                           |